# كلوز ديه
كلوز ديه هو قسيس وسياسي نرويجي، ولد في 20 ديسمبر 1806، وتوفي في 13 نوفمبر 1896. انتخب نائب عضو برلمان النرويج ‏ عن دائرة Søndre Bergenhus amt ‏ خلال فترته النيابية ‏ (1845 – 1847) وانتخب عضو برلمان النرويج ‏ عن دائرة Søndre Bergenhus amt ‏ خلال فترته النيابية ‏ (1848 – 1850).